# Przemysłowy Instytut Maszyn Budowlanych
Przemysłowy Instytut Maszyn Budowlanych – jednostka naukowo-badawcza Ministra Przemysłu Maszynowego, mająca na celu   rozwój przemysłu maszyn budowlanych, poprzez unowocześnianie bazy projektowej, badawczej i produkcyjnej.

## Powołanie Instytutu
Na podstawie zarządzenie Prezesa Rady Ministrów z 1977 r. w sprawie utworzenia Przemysłowego Instytutu Maszyn Budowlanych ustanowiono Instytut. Instytut powstał w drodze przekształcenia Ośrodka Badawczo-Rozwojowego Maszyn Budowlanych w Warszawie i Zakładu Doświadczalnego w Kobyłce.

## Przedmiot działania Instytutu
Przedmiotem działania Instytutu było prowadzenie prac naukowo-badawczych i rozwojowych oraz wdrożeń w dziedzinie maszyn budowlanych i urządzeń mechanicznych.

## Komercjalizacja Instytutu
W 2008 r. zgodnie z aktem komercjalizacji jednostka badawczo-rozwojowa pod nazwą Przemysłowy Instytut Maszyn Budowlanych, zaczęła funkcjonować jako spółka kapitałowa ustanawiająca  firmę -Przemysłowy Instytut Maszyn Budowlanych Spółka z ograniczoną odpowiedzialnością. Jedynym wspólnikiem spółki jest Skarb Państwa.